# Wir wollen Freunde sein fürs ganze Leben
Wir wollen Freunde sein fürs ganze Leben lautet der Kehrreim eines Tangoliedes, das Will Meisel auf einen Text von Günther Schwenn und Peter Schaeffers 1934 für den deutsch-schweizerischen Tonfilm “Der Springer von Pontresina” komponierte.
Eric Helgar verkörperte darin eine Hauptrolle.

## Hintergrund
Mit dem Lied, das er in diesem Film interpretierte, gelangen Eric Helgar ein populärer Schlager und der Beginn einer Karriere als Refrainsänger.
Das Tangolied erschien noch im selben Jahr im Musikverlag des Komponisten, der Edition Meisel GmbH, Berlin und erfreute sich rasch großer Beliebtheit.
Im Film, der die asketisch leistungsorientierte Welt der Wintersportler mit der hedonistisch liberalen „high society“ der Unternehmer und Künstler in St. Moritz konfrontiert, steht der populäre Schlager „für das kollektive Element der Kameradschaftsideologie“ und gegen das als großstädtisch-fremd und damit bedrohlich empfundene Phänomen der modernen jazz-beeinflussten Tanzmusik.
Ein weiteres Mal setzte Meisel seine Komposition als Chorwerk in seiner Operette “Königin einer Nacht” ein, zu der Just Scheu und Ernst Nebhut das Libretto verfasst hatten. Sie wurde am 13. November 1943 in Berlin erstaufgeführt. Kurt Hoffmann verfilmte sie 1951 mit Ilse Werner, Hans Holt, Georg Thomalla und Käthe Haack in den Hauptrollen. In den 1970er Jahren wurde sie vom ZDF als Farb-Fernsehoperette mit Dagmar Koller, Peter Minich, Peter Weck, Gretl Schörg, Theo Lingen und Klaus Havenstein produziert.
“Wir wollen Freunde sein fürs ganze Leben” wurde von namhaften Orchestern der 1930er Jahre auf Grammophonplatten eingespielt, z. B. von Ludwig Rüth, vormals Lewis Ruth, und von dem ungarischen Geiger Barnabás von Géczy.
Nach dem Zweiten Weltkrieg war das Lied Bestandteil im Repertoire der Schöneberger Sängerknaben und des Günther Arndt-Chores. Sänger wie Gerhard Wendland und Dieter Thomas Heck griffen es wieder auf. Auch das Orchester des bekannten Akkordeonisten Will Glahé spielte es 1967 noch einmal ein.
Es ist mittlerweile zu einem evergreen geworden, während der Film, zu dem es einmal gehörte, nahezu vergessen ist.
Die Textzeile „Wir wollen Freunde sein fürs ganze Leben“ wird mehrmals auch in literarischen Werken zitiert.

## Notenausgaben
- Wir wollen Freunde sein fürs ganze Leben; Tango, Worte Günther Schwenn u. Peter Schaeffers, Musik: Will Meisel, op. 109. Edition Meisel & Co., G. m. b. H. ; Copyr. 1. Jan. 1934. Verlagsnummer: 15/1116/111[15]
- Wir wollen Freunde sein fürs ganze Leben! / Will Meisel. Für (4stgn) gem. Chor a capp. od. m. Begl. (Klav.) v. Friedrich Zimmer. Text: Schwenn u. Schaeffers. Recklinghausen: Iris-Verlag [1970]; Umfang 5 S. ; Ch.8°[16]
- Wir wollen Freunde sein für’s ganze Leben : der Welterfolg von Will Meisel ; aus der Operette „Königin einer Nacht“ / [Satz] für Frauen- oder Jugendchor a cappella oder mit Begl., von Otto Groll.[17] Recklinghausen: Iris-Musik- und Theater-Verlag [1993]; Umfang 4 S. ; 27 cm (= Iris-Chorsammlung Nr. 1457)[18]

## Tondokumente
- Wir wollen Freunde sein fürs ganze Leben. Lied und Tango (Meisel, Schwenn u. Schaeffers) aus dem Tonfilm “Der Springer von Pontresina”. Eric Helgar mit Kapelle Ludwig Rüth. Electrola E.G.2943 (60-2490)[19]

- Wir wollen Freunde sein fürs ganze Leben. Lied und Tango (Meisel, Schwenn u. Schaeffers) aus dem Tonfilm “Der Springer von Pontresina”. Barnabás von Géczy mit seinem Orchester und Refraingesang. Telefunken A 1612 (Matr. 19 633)[20]